# مارک آلیمو
مارک آلیمو (انگلیسی: Marc Alaimo؛ زادهٔ ۵ مهٔ ۱۹۴۲) یک هنرپیشه اهل ایالات متحده آمریکا است. وی از سال ۱۹۷۱ میلادی تاکنون مشغول فعالیت بوده‌است.
از فیلم‌ها یا برنامه‌های تلویزیونی که وی در آن نقش داشته است می‌توان به تانگو و کش، آرنا، نمی‌تواند بهشت باشد و مثل روزهای قدیم اشاره کرد.